# Deakove, Antrațît
Deakove (în ucraineană Д'якове) este localitatea de reședință a comunei Deakove din raionul Antrațît, regiunea Luhansk, Ucraina.

## Demografie
Componența lingvistică a localității Deakove
     Ucraineană (92,96%)
     Rusă (6,83%)
     Alte limbi (0,17%)
Conform recensământului din 2001, majoritatea populației localității Deakove era vorbitoare de ucraineană (92,96%), existând în minoritate și vorbitori de rusă (6,83%).